# Mała Sucha Dolina
Die eiszeitlich durch Gletscher geformte Mała Sucha Dolina ist ein Tal in der polnischen Westtatra in der Woiwodschaft Kleinpolen. Es befindet sich auf dem Gemeindegebiet von Kościelisko im Powiat Tatrzański.

## Geographie
Das Tal ist ein  Seitental der Dolina Chochołowska.

## Etymologie
Der Name lässt sich übersetzen als „Kleines trockenes Tal“.

## Flora und Fauna
Das Tal liegt unterhalb der Baumgrenze und wird von Nadelwald bewachsen. Das Tal ist Rückzugsgebiet für zahlreiche Säugetiere und Vogelarten.

## Klima
Im Tal herrscht Hochgebirgsklima.

## Geschichte
Am Taleingang befindet sich ein Grab von neun am 27. Dezember 1939 von der Gestapo erschossenen Polen. Die Erschießung war eine der ersten Exekutionen im Podhale.

## Panorama

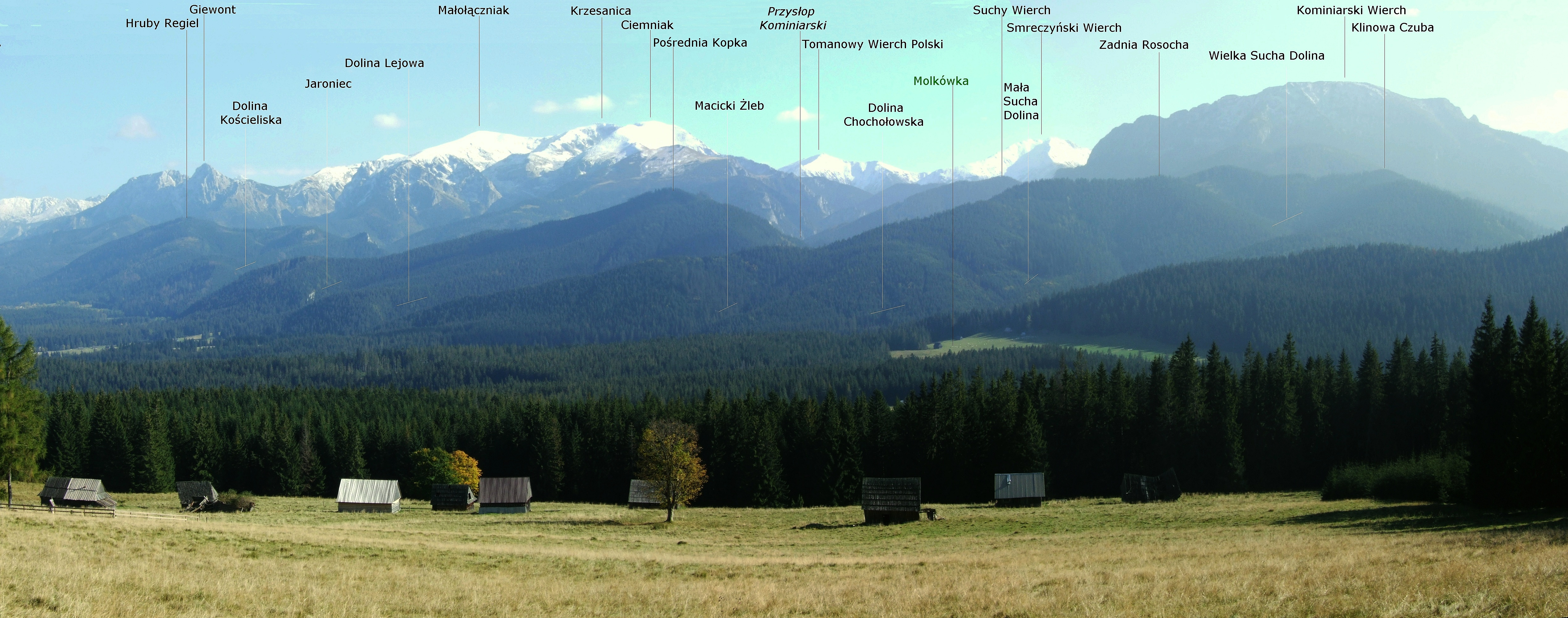
Blick vom Przysłop Witowski